# دایسوکه سوزوکی (بازیگر)
دایسوکه سوزوکی (انگلیسی: Daisuke Suzuki؛ زادهٔ ۱۷ ژوئن ۱۹۷۲) یک هنرپیشه ژاپنی است که به خاطر کارهایش در تبلیغات، کارتون‌ها و بازی‌های ویدیویی شناخته شده‌است.